# Miguel Piñero
Miguel Piñero est un poète et dramaturge portoricain né le 19 décembre 1946 à Gurabo et mort le 16 juin 1988 à New York. Il est le cofondateur du Nuyorican Poets Café.
Il a écrit pour le théâtre et la télévision, en particulier Deux flics à Miami, où il a fait aussi quelques apparitions.